# Акино, Бенигно (младший)
Бени́гно Симео́н «Ниной» Аки́но-младший (таг. Benigno Simeon "Ninoy" Aquino, Jr.; 27 ноября 1932 — 21 августа 1983) — филиппинский политический деятель, сын Бенигно Акино-старшего.
Сенатор, губернатор провинции Тарлак, генеральный секретарь Либеральной партии, а также лидер оппозиции президенту Фердинанду Маркосу. Во времена правления последнего провёл некоторое время в тюрьме, а затем был вынужден покинуть родину. Был убит в международном аэропорту Манилы (который впоследствии был назван в его честь) по возвращении домой из эмиграции в США. Подозрение в преступлении пало на Маркоса, который в ходе президентских выборов в 1986 году, переросших в итоге в народные волнения, покинул Филиппины, и пост президента заняла вдова Бенигно Корасон Акино.
В 2004 году день смерти Бенигно Акино был провозглашён национальным праздником и нерабочим днём. С 30 июня 2010 года по 30 июня 2016 года президентом Филиппин был его сын Бенигно Акино III.

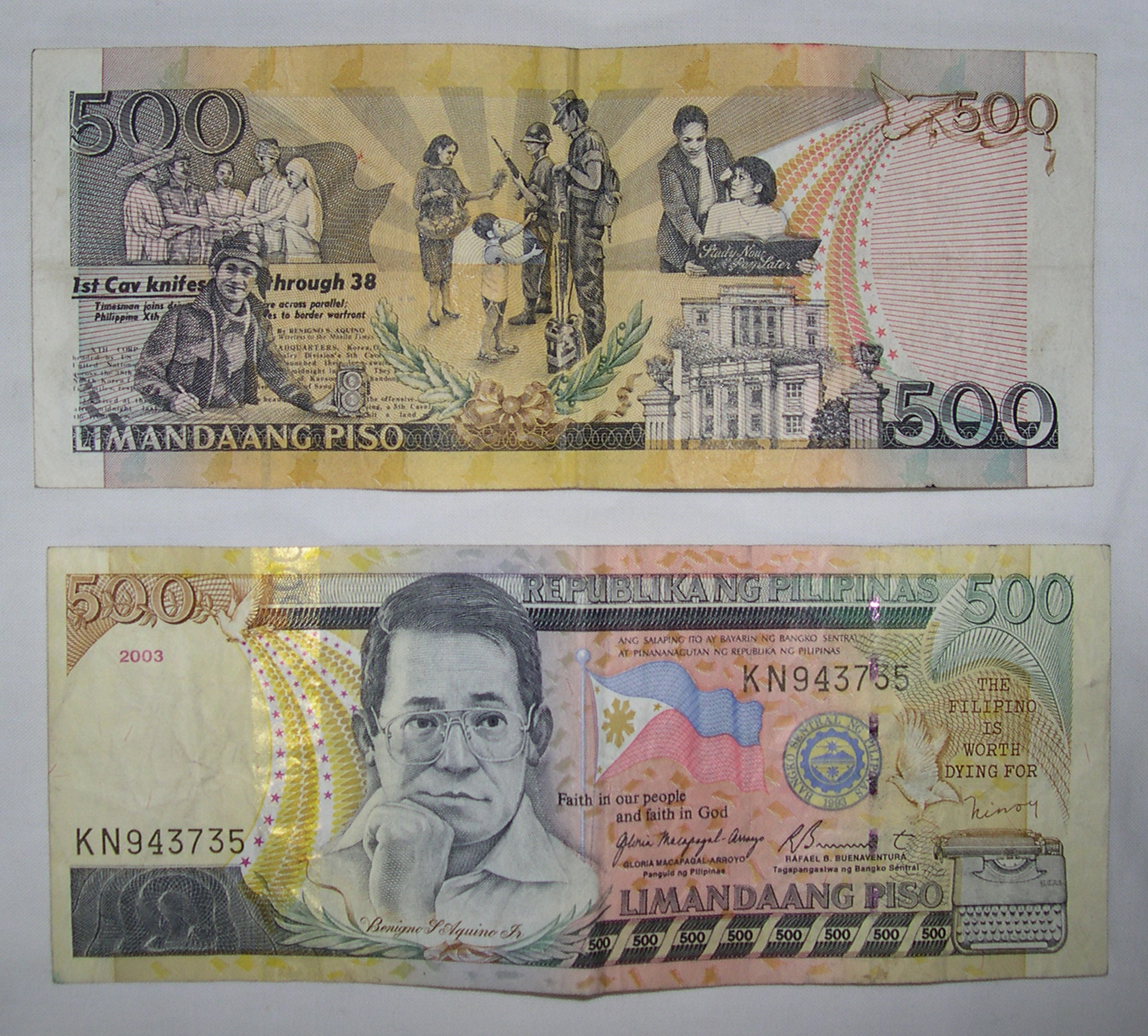
Бенигно Акино на банкноте 500 песо

## Биография
Родился в семье известного политика и землевладельца, был внуком генерала. Работал журналистом, затем в 1955 году был избран мэром города Консепсьон. В том же году женился на дочери богатого землевладельца и бизнесмена. В 1959 году стал вице-губернатором провинции Тарлак, в 1961 году стал губернатором этой провинции. В 1967 году стал сенатором, в 1968 году стал лидером Либеральной партии.
В 1972 году, когда президент Фердинанд Маркос объявил военное положение, Акино был арестован и в 1977 году был приговорён к смертной казни по обвинениям в подрывной деятельности и причастности к убийству. В 1980 году Маркос отменил смертный приговор в порядке помилования и позволил Акино отправиться в США для необходимой ему операции на сердце. Акино со своей семьёй оставался в США три года, а в 1983 году решил вернуться на родину, чтобы принять участие в выборах в качестве кандидата на пост президента. Однако сразу по прилёте он был взят под стражу и через 50 секунд тут же в аэропорту был застрелен. При этом также был застрелен некий Роландо Галман, который, как предполагалось, и убил Акино.
Расследование установило в октябре 1984 года, что Акино был убит в результате заговора военных во главе с начальником штаба филиппинской армии генералом Фабианом Вером. Генерала Вера и ещё 25 человек судили, но в 1985 году они были оправданы. Тем не менее, убийство Акино в итоге привело к свержению Маркоса в следующем году в ходе Жёлтой революции.
В 1990 году 16 человек были приговорены к пожизненному заключению по обвинению в причастности к убийству Акино. При этом было установлено, что непосредственным убийцей был не Галман, как предполагалось ранее, а полицейский Рогелио Морено, один из осуждённых на этом процессе.